# Samanar Malai

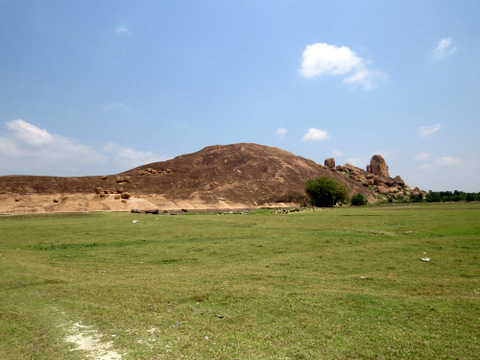
Samanar Malai

Der nur etwa 50 m hohe Samanar Malai oder Samanar Hill (Tamil: சமணர் மலை; samanar = „Mönch“, „Einsiedler“, „Jain“) ist eine Felsgruppe mit mehreren Reliefskulpturen der Jain-Religion im südindischen Bundesstaat Tamil Nadu. Der gesamte Hügel steht unter dem Schutz des Archaeological Survey of India.

## Lage
Der ca. 170 bis 220 m ü. d. M. gelegene Samanar Malai befindet sich beim Dorf Keelakuyilkudi etwa 12,5 km (Fahrtstrecke) westlich der Stadt Madurai.

## Geschichte
Archäologen haben Felsinschriften im Vatteluttu-Alphabet gefunden, deren Alter auf bis zu 2000 Jahre geschätzt wird; einige handeln von Jain-Mönchen, die in natürlichen Felshöhlen lebten und einen Fastenschwur (sallekhana) geleistet hatten um sich langsam zu Tode zu hungern. Einige hundert Jahre später statteten ihre Nachfolger oder von wohlhabenden Auftraggebern bezahlte Steinmetze die Felswände mit zahlreichen Skulpturenreliefs aus.
Mittelalterliche Tamil- und Kannada-Inschriften lassen darauf schließen, dass sich in der Nähe der Bergspitze ein Kloster befand, wo Mönche und Nonnen gemeinsam lebten und studierten. Auch Könige der Pandya-Dynastie sowie Mönche aus Shravanabelagola besuchten den Ort.

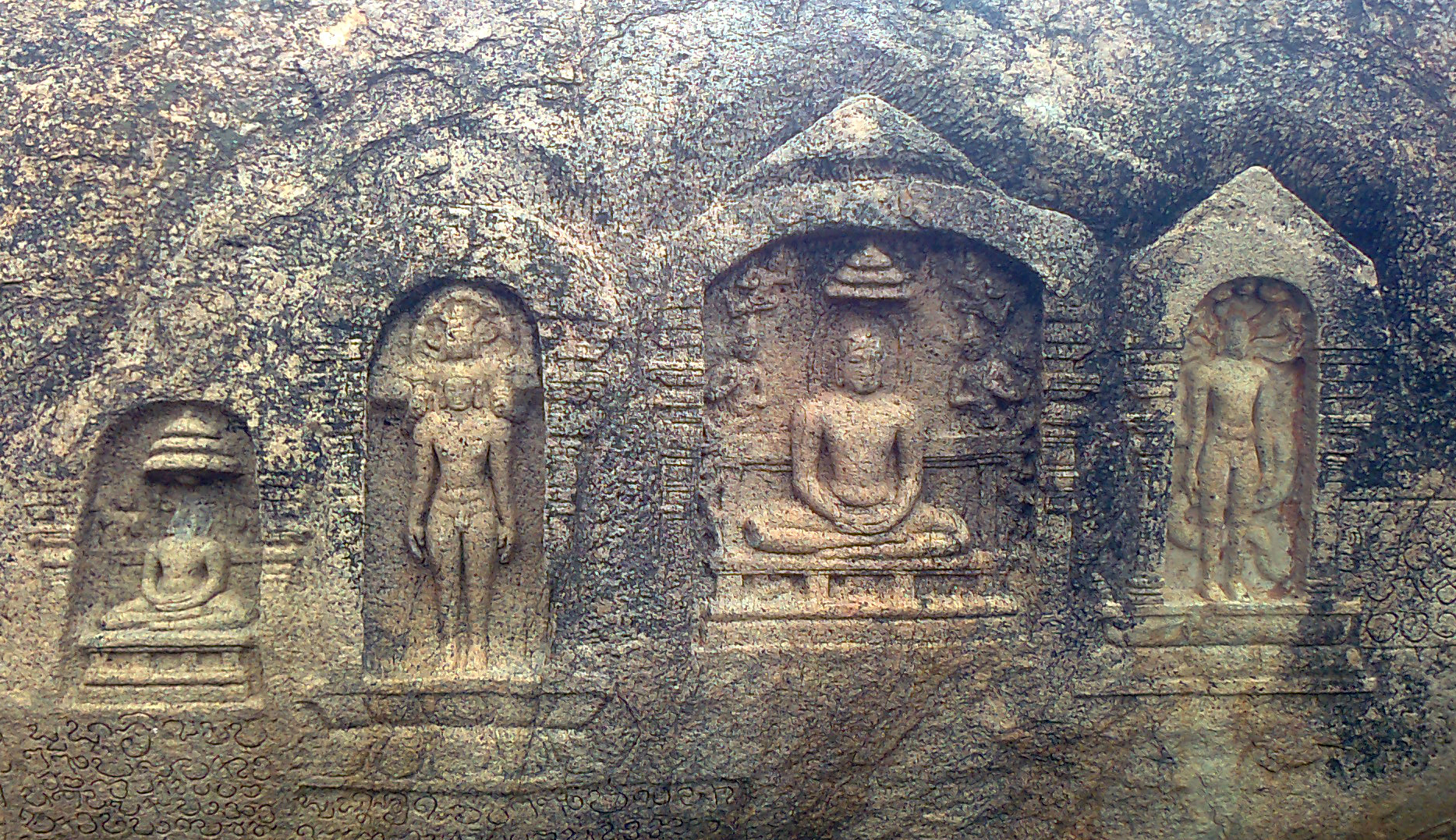
Mehrere Tirthankaras
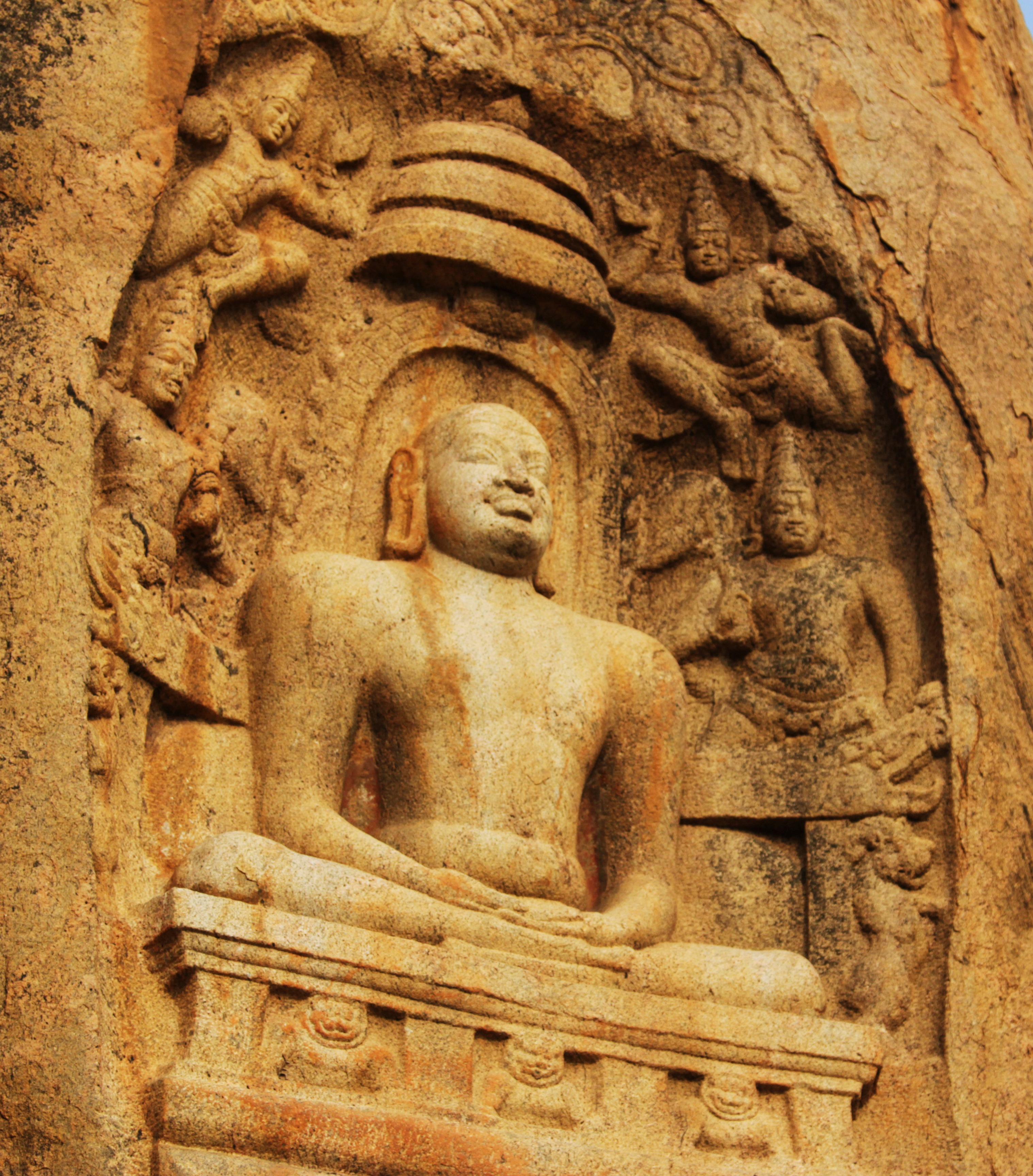
Mahavira(?)
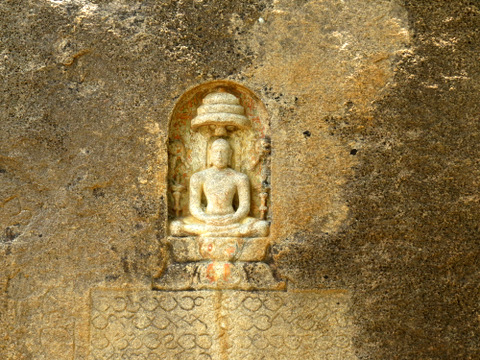
Tirthankara in Meditationshaltung
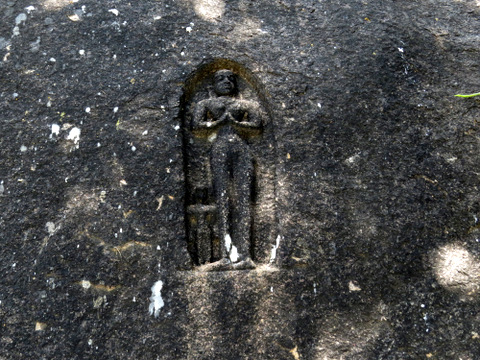
Tirthankara in Gebetshaltung

## Lotosteich
Zu Füßen des Hügels befindet sich ein Teich (Thamarai Kulam), der nach lokalem Glauben vor Jahrhunderten von den Jain-Mönchen angelegt wurde und niemals austrocknet.

## Sonstiges
Der Platz unter der weiten Krone eines Banyan-Baums am Fuß der Felsgruppe ist einmal jährlich Veranstaltungsort eines regionalen Festivals.